# Anna Sophie Herken

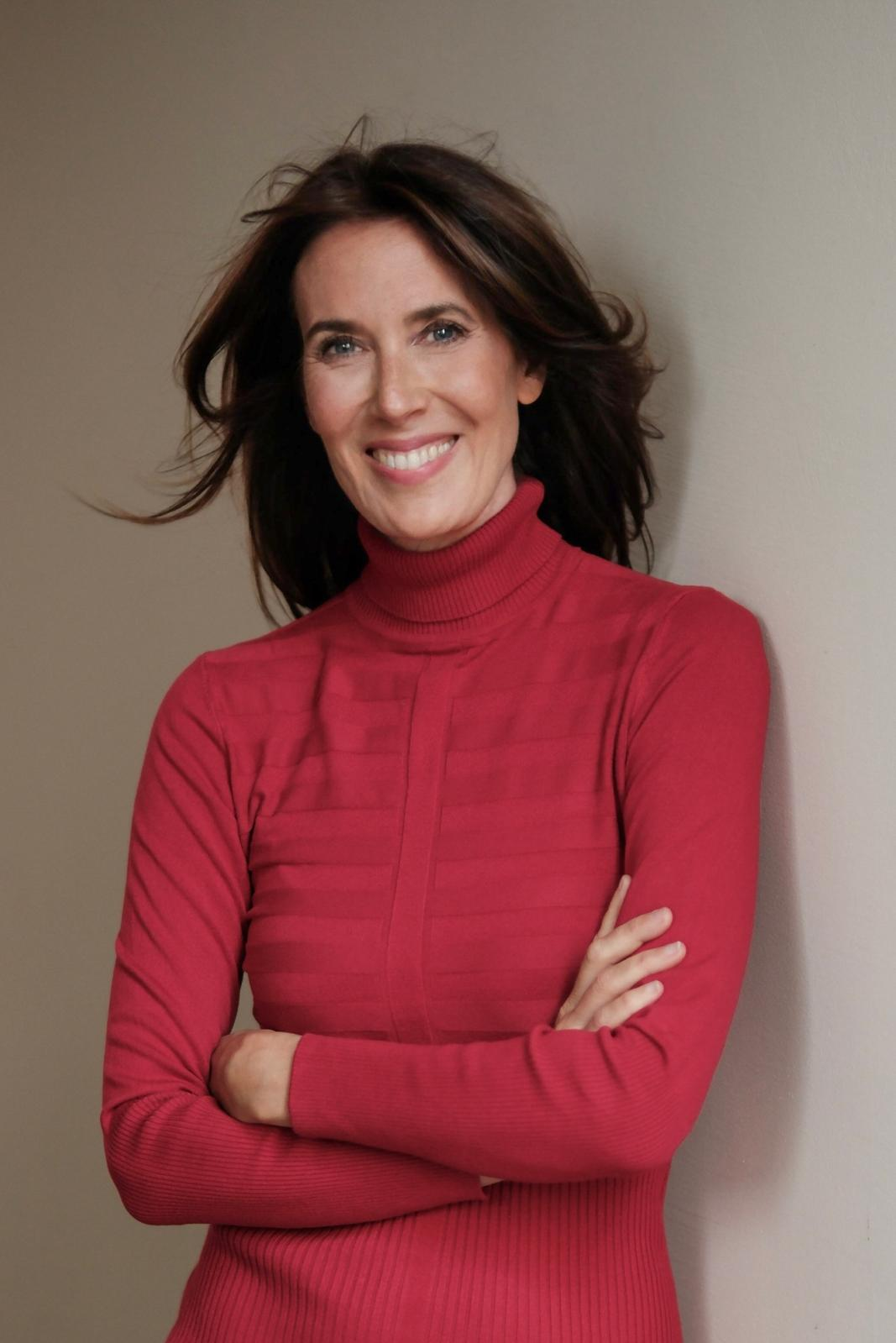
Anna Sophie Herken (2024)

Anna Sophie Herken (* 2. Dezember 1971 in Berlin) ist eine deutsch-schwedische Juristin und Managerin. Seit August 2023 ist sie Vorstandsmitglied der Deutschen Gesellschaft für Internationale Zusammenarbeit, eine Organisation der Entwicklungszusammenarbeit (EZ), die im Auftrag verschiedener Ministerien der Bundesrepublik Deutschland international tätig ist.

## Leben

### Ausbildung
Ab 1992 studierte Herken Rechtswissenschaft an der Freien Universität Berlin und der Universität Bordeaux. 1997 legte sie das erste juristische Staatsexamen ab. 1998 erreichte sie den Master of Laws an der American University in Washington, D.C. Anschließend absolvierte sie das Rechtsreferendariat am Kammergericht und bei PricewaterhouseCoopers. 2001 legte sie das zweite juristische Staatsexamen ab. Von 2009 bis 2011 absolvierte sie berufsbegleitend ein Studium an der Cambridge Judge Business School der Universität Cambridge, das sie mit dem Executive Master of Business Administration abschloss. 2022 erlangte sie berufsbegleitend ein Zertifikat der Nachhaltigen Finanzen und Investitionen an der Yale School of Management.

### Berufliche Laufbahn
Anna Sophie Herken hat im Laufe ihrer Karriere Führungspositionen in verschiedenen Sektoren übernommen, darunter der öffentliche, private und Non-Profit-Bereich. Herken war in unterschiedlichen Industrien und Regionen tätig, mit Schwerpunkten in strategischer Geschäftsentwicklung, Nachhaltigkeit, Transformationsprozessen und der Digitalisierung komplexer Organisationsstrukturen. Ihre berufliche Laufbahn umfasst leitende Rollen im Privatsektor sowie Tätigkeiten im öffentlichen Bereich, insbesondere in der internationalen Zusammenarbeit.
Von 2001 bis 2005 arbeitete Herken als Regierungsrätin im Bundeswirtschaftsministerium, wo sie unter anderem für Themen der internationalen Nachhaltigkeit und des internationalen Handels verantwortlich war. In dieser Zeit bereitete sie den G8-Gipfel 2004 mit vor und nahm an unterschiedlichen Konferenzen auf EU- und UN-Ebene teil, darunter der Weltgipfel für nachhaltige Entwicklung. Zwischen 2005 und 2008 war sie für das Inspection Panel der Weltbank in Washington, D.C. tätig und arbeitete an Projekten in Indien, Afrika und Osteuropa. Anschließend wechselte sie in das Generalsekretariat der Europäischen Bank für Wiederaufbau und Entwicklung nach London, wo sie bis 2010 arbeitete. Von 2011 bis 2016 leitete sie als Managing Director die Hertie School of Governance in Berlin und führte die Hochschule durch eine Wachstumsphase. Danach wechselte sie in die Privatwirtschaft und war als Finanzchefin bei der HPC (Hasso Plattner Capital) Germany GmbH in Potsdam tätig. Von 2018 bis 2023 arbeitete Herken als Business Division Head bei der Allianz Asset Management GmbH, der der Holdinggesellschaft für das Asset Management der Allianz Gruppe. In dieser Position verantwortete sie auch das US-Lebensversicherungsgeschäft und die Bereiche Regulatory Affairs und Policy, Nachhaltigkeit sowie China im Bereich Asset Management.
Seit August 2023 ist Herken Mitglied des Vorstands der Deutschen Gesellschaft für Internationale Zusammenarbeit (GIZ), einem der weltweit führenden Dienstleister im Bereich der internationalen Zusammenarbeit. Die GIZ verfügt über ein Jahresbudget von knapp 4 Milliarden Euro und beschäftigt fast 26.000 Mitarbeitende in über 120 Ländern.

### Aufsichts- und Gremienerfahrung
Herken war Aufsichtsrätin bei der Allianz Life in den USA und der CPIC Fund Management Ltd in China, Chair des China Asset Management Advisory Boards in der Allianz SE sowie Präsidentin und Vorsitzende des Boards der Allianz Foundation for North America. Anna Sophie Herken ist Mitglied im Kuratorium des Deutschen Netzwerks Wirtschaftsethik (DNWE) und engagiert sich im Stiftungsrat der AllBright Stiftung, die sich für mehr Frauen und Diversität in Führungspositionen in der Wirtschaft einsetzt. Herken war Gründungsmitglied des Aufsichtsrats vom International Rescue Committee (IRC) Deutschland. Darüber hinaus ist sie Mitglied in der Mitgliederversammlung von Save the Children Deutschland.

### Berufliche Mitgliedschaften und sonstige Aktivitäten
Anna Sophie Herken ist Mitglied von Generation CEO, einem Netzwerk führender Managerinnen sowie Mitglied im Kreis der „Top Managerinnen“. Sie ist zudem Mitglied bei der Atlantik Brücke e.V. und Alumna der Studienstiftung des deutschen Volkes. Herken ist eine regelmäßige Rednerin auf internationalen Konferenzen und Gastdozentin in verschiedenen Bereichen und spricht zu unterschiedlichen Themen, darunter Digitalisierung, Künstliche Intelligenz, digitale Gesundheit, internationale Finanzen, Nachhaltigkeit, globale Politik usw. Seit 2004 ist sie als Gastdozentin tätig und hat zu den Themen Strategie (Universität Cambridge), Recht der Europäischen Union (American University) sowie internationale Finanzinstitutionen und Entwicklungspolitik (Freie Universität Berlin, Management Akademie der Studienstiftung des deutschen Volkes) gelehrt.

### Privates Engagement
Neben ihrer beruflichen Tätigkeit ist Anna Sophie Herken Gründerin der Initiative #DieNächste, die sich gegen häusliche Gewalt einsetzt. Die Initiative hat es sich zum Ziel gesetzt, Betroffene zu unterstützen, das Bewusstsein für dieses gesellschaftliche Problem zu schärfen und Maßnahmen zur Prävention zu fördern. Für ihr Engagement wurde sie mit dem Strive Award 2025 ausgezeichnet.

### Auszeichnungen
Für ihr Engagement und ihre Leistungen im Finanzsektor wurde Herken 2023 mit dem Focus Money Female Finance Award in der Kategorie „Corporate“ ausgezeichnet. Herken wurde von Capital 20 als eine der "Top 40 unter 40" Führungskräfte ausgezeichnet. Ebenfalls gewann sie 2025 den Strive Award in der Kategorie "Voices against Violence" für ihr gesellschaftliches Engagement gegen Gewalt an Frauen.

### Persönliches
Anna Sophie Herken ist Deutsch-Schwedin und hat zwei Kinder. Sie lebt mit ihrer Familie in Berlin.